# Shake Your Head 2003
Shake Your Head 2003 ("Sacude tu cabeza 2003") es un sencillo de la cantante alemana C.C. Catch y que fue publicado en 2003. La canción no pertenece a ningún álbum de estudio y fue incluida en el álbum compilatorio de 2005 "Catch The Hits".

## Formatos
12" Single Dance Street Records 72068P-12, 2003
1. Shake Your Head 2003 (Extended Club Mix) - 5:42
2. Shake Your Head 2003 (Electric Space Mix) - 4:40

CD Maxi Dance Street Records 72068-8, 2003
1. Shake Your Head 2003 (Radio Edit) - 3:30
2. Shake Your Head 2003 (Extended Club Mix) - 5:42
3. Shake Your Head 2003 (Electric Space Mix) - 4:40
4. How Does It Feel - 2:44
5. Spring - 3:14

## Créditos
- Voz - C.C. Catch
- Letra y música - Davis Weiss y Don Fagenson (canciones 1, 2 y 3); Bass-Tee, Cyrus Valentine, Leela y Shirin Valentine (canciones: 4,5)
- Producción - Bass-Tee, Cyrus Valentine y Shirin Valentine
- Remix - Patrick Putzolu
- Fotografía - Dennis Divinagracia
- Distribución - Savage Publishing, BMG